# Participi
El participi és una forma no personal del verb que té un caràcter molt proper a l'adjectiu. De fet molts dels actuals adjectius són antics participis. El participi sol funcionar, en les llengües indoeuropees, per formar els temps compostos i passius, amb un auxiliar (he anat, he ido, I have gone…). Hi ha participis irregulars però la majoria es formen a partir de l'arrel de l'infinitiu afegint una terminació específica segons l'idioma. Existeix la construcció absoluta del participi, en què és el nucli d'una proposició subordinada que modifica tota l'oració principal (acabats els deures, va sortir a jugar). En tant que verb, el participi pot portar en aquests casos qualsevol complement sintàctic.